# Aaron Epps
Pour les articles homonymes, voir Epps.
Aaron Epps, né le 28 avril 1996, à Louisville, dans l'État du Kentucky, est un joueur américain de basket-ball. Il évolue au poste d'Intérieur.

## Biographie
Le 25 mars 2019, il signe pour le club de l'Élan Chalon. Le 9 mai 2019, il finit son contrat avec le club Chalonnais avec 6 points par match et 3,1 rebonds par match.

## Carrière

### Jeune
- 2014-2018 :  LSU Tigers (NCAA)

## Clubs
- 2018-2019 :  Northen Arizona Suns (NBA Gatorade League)
- 2019 :  Élan Chalon (Pro A)